# Carolin Conrad

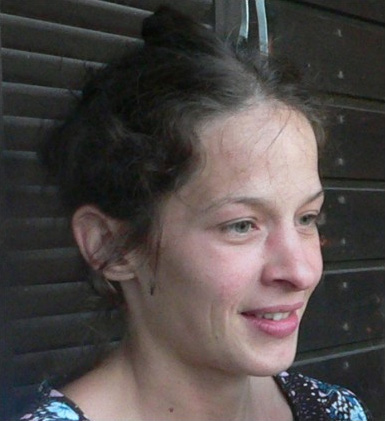
Carolin Conrad

Carolin Conrad (* 1976 in Ulm) ist eine deutsche Theaterschauspielerin.

## Ausbildung
Carolin Conrad verbrachte ihre Gymnasialzeit in Göttingen und München. Ihre Theaterleidenschaft wurde wahrscheinlich am stärksten durch ihren Großvater Eberhard Müller-Elmau in ihrer Göttinger Zeit angeregt. Nach dem Abitur (München 1996) absolvierte sie von 1996 bis 2000 ein vierjähriges Studium an der Folkwang Hochschule Essen. Nach ihrer Schauspiel-Ausbildung begann sie ein Engagement am Stadttheater Heidelberg gepaart mit Gastrollen am Nationaltheater Weimar. Mit der Spielzeit 2003/04 trat sie ein mehrjähriges Engagement am Schauspielhaus Leipzig an. Ab der Spielzeit 2008/09 war sie am Schauspielhaus Zürich engagiert. Seit 2019 ist sie festes Ensemblemitglied am Residenztheater München.
Sie ist mit dem Schauspieler Aurel Manthei verheiratet. Aus der Ehe gingen drei Kinder hervor.

## Theater
Sie verkörperte bisher Rollen im Rahmen ihrer Ensemble-Tätigkeiten am Stadttheater Heidelberg, am Schauspiel Leipzig, am Schauspielhaus Zürich und am Bayerischen Staatsschauspiel/Residenztheater. Daneben spielte sie als Gast bei den Ruhrfestspielen Recklinghausen, am Schauspiel Köln, am Nationaltheater Weimar und am Maxim-Gorki-Theater in Berlin.

## Theaterrollen (Auswahl)

### Ruhrfestspiele Recklinghausen
- 1999: William Shakespeare: Die lustigen Weiber von Windsor, Rolle: Anne Page. Inszenierung: N.N.

### Theater Heidelberg
- 2000/01: Friedrich Schiller: Die Räuber, Rolle: Amalia. Inszenierung: Wolfgang Maria Bauer
- 2000/01: Frank Wedekind: Frühlings Erwachen, Rolle: Wendla. Inszenierung: Jule Ronstedt
- 2001/02: Scott Fitzgerald: Der große Gatsby, Rolle: Daisy. Inszenierung: Alexander Kubelka
- 2001/02: Jean-Paul Sartre: Die schmutzigen Hände, Rolle: Olga. Inszenierung: Jasper Brandis
- 2002/03: Ödön von Horvath: Glaube Liebe Hoffnung, Rolle: Elisabeth. Inszenierung: Wolfgang Maria Bauer

### Schauspiel Leipzig
- 2002/03: Anton Tschechow: Drei Schwestern, Rolle: Natascha. Inszenierung: Antoine Uitdehaag
- 2003/04: William Shakespeare: Troilus und Cressida, Rolle: Cressida. Inszenierung: Wolfgang Engel
- 2003/04: Sarah Kane: Gier, Rolle: Person C. Inszenierung: Boris von Poser
- 2004/05: August Strindberg: Ein Traumspiel, Rolle: Agnes. Inszenierung: Markus Dietz
- 2004/05: Gotthold Ephraim Lessing: Miß Sara Sampson, Rolle: Sara. Inszenierung: Karin Henkel
- 2004/05: Ludwig Tieck: Blaubart. Rolle: Agnes. Inszenierung: Boris von Poser
- 2005/06: Gerhart Hauptmann: Die Ratten, Rolle: Pauline Piperkacka. Inszenierung: Karin Henkel
- 2005/06: Franz Grillparzer: Medea, Rolle: Medea. Inszenierung. Robert Schuster
- 2006/07: Carl Zuckmayer: Der Hauptmann von Köpenick. Verschiedene Rollen. Inszenierung: Tilman Gersch
- 2006/07: Aischylos: Orestie. Fassung und Übersetzung: Peter Stein. Rollen: Kassandra, Elektra, Athene. Inszenierung: Wolfgang Engel
- 2006/07: Clemens Meyer: Als wir träumten, Rolle: Rico. Inszenierung: Armin Petras
- 2007/08: William Shakespeare: Der Kaufmann von Venedig, Rolle: Jessica. Inszenierung: Wolfgang Engel

### Schauspielhaus Zürich
- 2009/10: Friedrich Schiller: Maria Stuart, Rolle: Elisabeth von England. Inszenierung: Barbara Frey
- 2009/10: Euripides: Alkestis, Rolle: Alkestis. Inszenierung: Karin Henkel
- 2009/10: Lukas Bärfuss: Malaga, Rolle: Vera. Inszenierung: Barbara Frey
- 2010/11: Katharina Schlender nach den Brüdern Grimm: Dornröschen oder das Märchen vom Erwachen, Rolle: Böse Fee. Inszenierung: Philippe Besson
- 2010/11: William Shakespeare: Viel Lärm um nichts, Rolle: Beatrice. Inszenierung: Karin Henkel
- 2010/11: Eugène Labiche: Die Affäre Rue de Lourcine, Rolle: Norine. Inszenierung: Sebastian Baumgarten
- 2011/12: René Pollesch: Fahrende Frauen[3][4][5]. Rolle: Schauspieler. Inszenierung: René Pollesch
- 2012/13: Bertolt Brecht: Die heilige Johanna der Schlachthöfe, Rolle: Maklerin Slift. Inszenierung: Sebastian Baumgarten
- 2012/13: Aischylos / Sophokles / Euripides / Hugo von Hofmannsthal: Elektra, Rolle: Elektra. Inszenierung: Karin Henkel
- 2013/14: Carlo Goldoni: Der Diener zweier Herren,[6][7][8] Rolle: Beatrice Rasponi. Inszenierung: Barbara Frey

### Residenztheater München
- 2020: Medea (als Medea). Nach Euripides. Inszenierung: Karin Henkel
- 2021: Agnes Bernauer[9][10] (als Herma Werdenfels/Tochter/Anna). Von Franz Xaver Kroetz. Inszenierung: Nora Schlocker
- 2021: Die Träume der Abwesenden[11] (als Dory, Mutter von Isaac). Von Judith Herzberg. Inszenierung: Stephan Kimmig
- 2021: Der Kreis um die Sonne (als Frau). Von Roland Schimmelpfennig. Inszenierung: Nora Schlocker
- 2022: Der Schiffbruch der Fregatte Medusa (div. Rollen). Von Alexander Eisenach nach dem historischen Bericht von Jean-Baptiste Henri Savigny und Alexandre Corréard. Inszenierung: Alexander Eisenach
- 2023: Spitzenreiterinnen (Ensemble). Nach dem Roman von Jovana Reisinger. Inszenierung: Yana Eva Thönnes
- 2023: Die Fliegen[12][13][14][15][16] (als Klytämnestra). Nach Jean-Paul Sartre mit einem Prolog und Epilog von Thomas Köck. Inszenierung: Inszenierung: Elsa-Sophie Jach
- 2023: Götz von Berlichingen[17] (als Maria, seine Schwester). Nach Johann Wolfgang von Goethe. Inszenierung: Alexander Eisenach
- 2024: Das Schloss[18]. Nach Franz Kafka. Inszenierung: Karin Henkel
- 2024: Die Ärztin[19][20][21][22] (als Rebecca Roberts). Von Robert Icke sehr frei nach «Professor Bernhardi» von Arthur Schnitzler. Inszenierung: Miloš Lolić
- 2025: Das Gelobte Land[23] (als Journalistin). Von Asiimwe Deborah Kawe, Inszenierung: Jakab Tarnóczi
- 2025: Der Untertan[24] (als Alter Buck). Nach dem gleichnamigen Roman von Heinrich Mann. Inszenierung: Alexander Eisenach

## Hörbücher
- Tom Sawyers Abenteuer
- Berühmte Theater-Monologe
- Mein Leben als Spam von Hans Christoph Böhringer. Rolle: Mutter von Miriam. Komposition: Friedrich Byusa Blam, Regie: Pauline Seiberlich, BR 2024

## Filmografie
- 2007: Die Frau vom Checkpoint Charlie (Fernsehfilm)
- 2008: Die Gustloff (Fernsehfilm)
- 2021: Die Chefin: Frage der Moral (Fernsehserie, eine Folge)
- 2023: Tatort: Hackl (Fernsehreihe)
- 2023: Dead Girls Dancing
- 2024: München Mord: A saisonale G’schicht (Fernsehreihe)